# Palazzo delle Tradizioni popolari
Il palazzo delle Tradizioni popolari è un palazzo di Roma sito in piazza Guglielmo Marconi nel quartiere Europa. Il complesso, di proprietà del Ministero della cultura, ospita la collezione del Museo nazionale delle arti e tradizioni popolari dal 1956, poi confluita nel Museo delle civiltà, oltre che la sede dell'Istituto centrale per il patrimonio immateriale.

## Storia

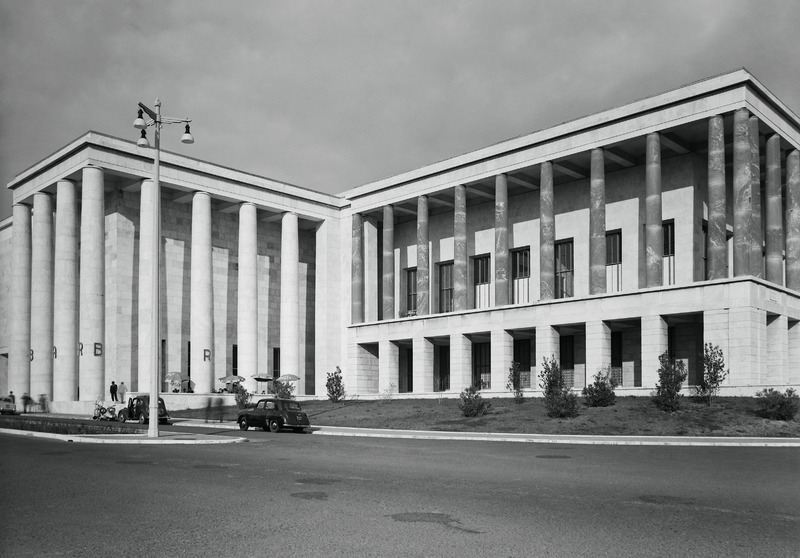
Il palazzo visto da via Cristoforo Colombo negli anni 1950.

Il palazzo fu progettato dagli architetti Massimo Castellazzi, Pietro Morresi e Annibale Vitellozzi e fu realizzato tra il 1938 e il 1942 nel nucleo centrale dell'Esposizione universale del 1942 insieme allo speculare palazzo delle Scienze sull'allora piazza Imperiale; il complesso di edifici, che comprendeva anche i palazzi d'Arte antica e d'Arte moderna, avrebbe dovuto ospitare musei di arte e scienze oltre che un cinema-teatro. Per la sua decorazione con affreschi e mosaici furono chiamati Enrico Prampolini, Amerigo Tot, Mario Varagnolo, Domenico Colao, Nino Bertoletti, Emanuele Cavalli, Garibaldo Guberti, Antonio Barrera, Orazio Amato, Pietro Barillà, Mario Gambetta e Tommaso Cascella; inoltre per decorare l'atrio principale fu commissionata a Ferruccio Scattola un'opera marmorea a intarsio col tema "Costumi, maschere e altri elementi decorativi", mai eseguita.
Il palazzo fu assegnato ad ospitare una mostra sull'etnografia italiana, che non avvenne in seguito all'annullamento dell'Esposizione universale con lo scoppio della seconda guerra mondiale. Intorno al 1956 vi fu trasferito il Museo di etnografia italiana, fondato nel 1906 a Firenze da Lamberto Loria e ribattezzato Museo nazionale delle arti e tradizioni popolari, su allestimento di Paolo Toschi. Il museo, ri-allestito nel 1997, è poi confluito in parte nell'Istituto centrale per la demoetnoantropologia, venendo definitivamente assorbito nel Museo delle civiltà nel 2016.

## Descrizione
Il palazzo si affaccia su piazza Guglielmo Marconi e via Cristoforo Colombo ed è organizzato intorno ad un cortile dipanandosi come edificio con due corpi sporgenti inscritti tra due portici colonnati di cui uno di collegamento con l'adiacente palazzo delle Scienze.
Sulla testata dell'edificio che affaccia su viale della Civiltà Romana, verso il portico di collegamento col palazzo delle Scienze, è posizionato il mosaico in pietre naturali Le corporazioni, realizzato nel 1942 da Enrico Prampolini.

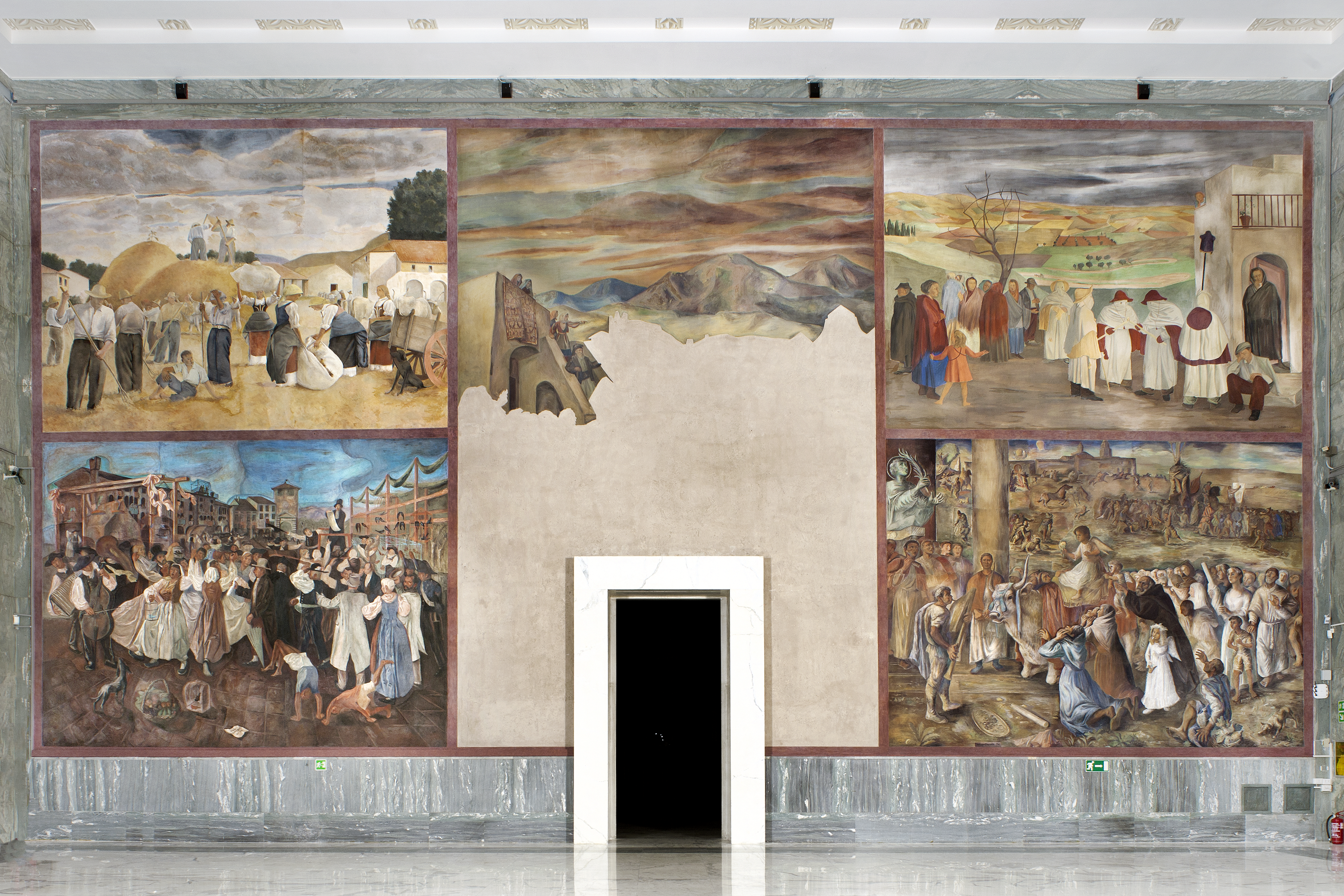
Il ciclo di affreschi del salone d'onore (foto di Corrado Bonora, Museo delle civiltà).

La decorazione interna è concentrata nel salone d'onore, sul cui muro di ingresso è stato realizzato un ciclo di affreschi: Battitura del grano di Domenico Colao, Sagra degli osei di Mario Varagnolo, Cerimonia nuziale in Sardegna (parzialmente eseguito) di Nino Bertoletti, Funerali in Puglia di Emanuele Cavalli e Il bue di San Zopito di Tommaso Cascella. Il varco di accesso al salone è decorato da un bassorilievo in marmo intitolato Elementi caratteristici di folklore realizzato da Amerigo Tot. Sulla parete opposta è presente un altro ciclo di affreschi: Il trasporto del mosto in Romagna di Garibaldo Guberti, La benedeizione della barca di Antonio Barrera, La processione (parzialmente eseguito) di Orazio Amato, La mattanza dei tonni di Pietro Barillà ed un cartone intitolato Processione per Sant'Efisio in Sardegna attribuito a Filippo Figari in sostituzione dell'opera Battesimo in Liguria commissionata a Mario Gambetta ma mai realizzata.

## Trasporti
È raggiungibile dalla stazione EUR Fermi.
- Linee bus urbane